# Alicia Quirk
Pour les articles homonymes, voir Quirk.

b Matchs officiels uniquement.
Dernière mise à jour le 16 février 2024.
Alicia Quirk, née le 28 mars 1992 à Wagga Wagga (Australie), est une joueuse australienne de rugby à sept. Elle a remporté avec l'équipe d'Australie le tournoi féminin des Jeux olympiques d'été de 2016 à Rio de Janeiro.

## Biographie
Alicia Quirk fait partie de l'équipe d'équipe d'Australie de rugby à sept retenue pour disputer le tournoi féminin des Jeux olympiques d'été de 2016 à Rio de Janeiro. Elle remporte la médaille d'or avec son équipe.
Elle prend sa retraite sportive en août 2022.